# Mehmet Alí
Mehmet Alí o Mehemet Alí (4 de marzo de 1769-2 de agosto de 1849) fue un valí de Egipto (1805-1848). Aunque también es conocido como Muhammad/Mohammed Alí (en árabe: محمد علي باشا), es más correcto el nombre de "Mehmet" o "Mehemet" en turco, ya que había nacido en el Imperio otomano y era gobernador de Egipto en nombre del sultán, y además la segunda era la forma utilizada en su época.
Considerado como el fundador del Egipto moderno, introdujo grandes reformas en el país para situarlo en el puesto que se merecía y conseguir una cierta independencia frente a las Grandes Potencias, además de una gran autonomía respecto del Imperio otomano. También amplió considerablemente sus fronteras, sometiendo a los pueblos vecinos o guerreando contra los otomanos.[cita requerida]

## Juventud y servicio en el ejército otomano

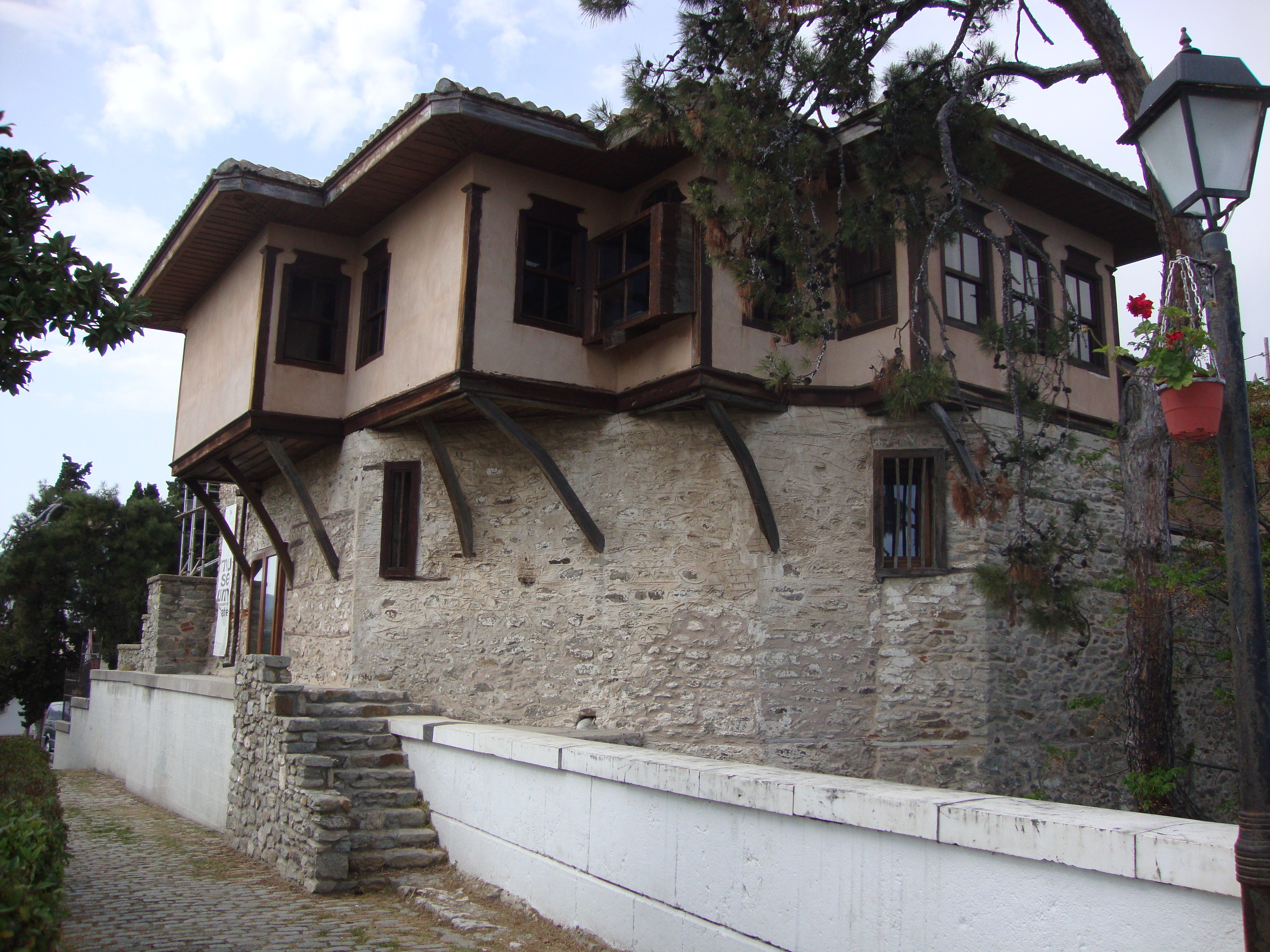
Lugar de nacimiento de Mehmet Alí en Kavala, noreste de la actual Grecia.

Probablemente nació en Kavala (Grecia), aunque sus orígenes eran albaneses. Comenzó trabajando como mercader de tabaco, pero lo dejó para alistarse en el Ejército otomano. Pronto destacó como un brillante soldado y así arrancó una meteórica carrera militar que le llevaría a convertirse en el hombre más poderoso de Egipto.

## Ascenso al poder
En 1798, Napoleón Bonaparte había llegado a Egipto, entonces parte del Imperio otomano, con el fin de cortar las rutas de comunicación británicas con la India. Los mamelucos, que controlaban Egipto, no consiguieron detenerle y fueron derrotados en la batalla de las Pirámides. Poco después, la flota francesa fue destruida por los británicos en la batalla del Nilo, pero los franceses seguían dominando en parte del país. Entonces, el sultán otomano decidió mandar tropas para socorrer a sus vasallos. Así, en 1799 Mehmet Alí fue enviado como segundo oficial de un cuerpo de apoyo albanés con órdenes de unirse al ejército anglo-turco que marchaba hacia Egipto. Las tropas turcas no eran muy eficaces debido a la diversidad de gentes que las componían, que hacían imposible su organización. La situación se agravó cuando las pagas se retrasaron. Algunos soldados se amotinaron y desertaron para dedicarse al pillaje. Ante esto, Mehmet tomó el mando de todo el ejército turco en 1804.

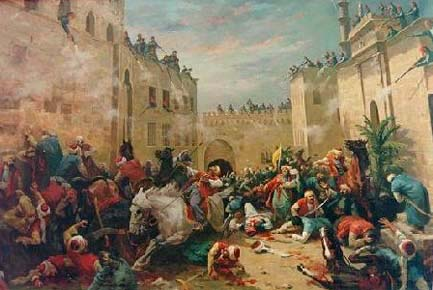
Masacre de mamelucos en El Cairo ordenada por Alí en 1811. Pintura de Horace Vernet.

Tras la derrota francesa en septiembre de 1801 y la retirada británica en 1803,  quedó en Egipto un vacío de poder que aprovechó Mehmet. A principios de mayo de 1805, el pueblo de El Cairo se levantó en armas contra el valí otomano Hurshid Pachá, las calles de la ciudad se convirtieron en un campo de batalla y Hurshid quedó sitiado en la ciudadela. La noche del 12 al 13 de mayo Mehmet Alí fue elegido valí de Egipto por los ulemas (autoridades religiosas musulmanas suníes) de El Cairo y la situación se calmó. En julio su autoridad fue reconocida por el sultán Selim III. Mehmet sabía que los mamelucos recobrarían el control en cuanto se recuperaran de la derrota ante los franceses. Por ello, en los primeros años de su mandato se dedicó a afianzar y extender su poder por todo el país. En 1811, acabó definitivamente con sus opositores. Con la excusa de celebrar una fiesta de investidura de su hijo Tusun como General de los Ejércitos de Arabia, invitó a los príncipes mamelucos a su residencia. Entonces, ordenó a sus hombres que les tendieran una emboscada en una calleja de la ciudadela. Veinticuatro príncipes y sus cuatrocientos acompañantes fueron masacrados. En 1812, confiscó todas las tierras del Alto Egipto (sur del país) que pertenecían a los mamelucos.

## Política exterior

### Período de fidelidad al sultán

#### Campaña de Hiyaz
En 1811 combatió la insurrección de los wahabíes al estallar la guerra otomano-wahabí, a petición del Imperio otomano, lo que le permitió extender su autoridad sobre el Hiyaz. Al partir a la guerra, dejó a su hijo Ibrahim Bajá en el gobierno. En 1815, mientras combatía a las tribus rebeldes, recibió informes sobre la huida de Napoleón de la isla de Elba y sobre una posible invasión otomana de Egipto. Esta difícil situación internacional podría hacerle perder el gobierno del país, por lo que partió en cuanto pudo hacia El Cairo. El 18 de junio (día de la batalla de Waterloo) llegó a la capital. La campaña pasó entonces a ser dirigida por su hijo Tusun. En 1816, Ibrahim sustituyó a su hermano (muerto en combate) y en 1818 acabó definitivamente con la insurrección.
Esta campaña significó el dominio egipcio de las Ciudades Santas de La Meca y Medina y de la costa oriental del Mar Rojo. Con ello Mehmet Alí se convirtió en salvaguarda del Peregrinaje y consiguió zonas estratégicas para controlar las rutas comerciales de Arabia. El ejército que luchó en Hiyaz estaba compuesto principalmente por las tropas albanesas con las que Mehmet había llegado a Egipto. A su regreso causaron una serie de incidentes violentos que obligaron al valí a reformar el ejército.

#### Campaña de Sudán

La expansión egipcia en Sudán, Grecia y Arabia.

Desde 1820 hasta 1822, otro de sus hijos, Ismail Kamil, dirigió una campaña de conquista del Sudán, una tierra rica en recursos, como el oro y los esclavos. En febrero de 1820 conquistó el oasis de Siwa (actualmente en Egipto), una zona de vital importancia para controlar las rutas de las caravanas de mercaderes. En julio, la Nubia sudanesa (actual provincia Norte) cayó sin dificultad en manos egipcias. Así, el Reino de Sennar desapareció y Badi VII fue obligado a renunciar a la corona. A continuación, Muhammed Bey, un defterdar, fue enviado por Mehmet al mando de 4500 hombres y ocho cañones para conquistar Kordofán. La resistencia fue feroz, pero la campaña tuvo éxito gracias a la supremacía del ejército egipcio y a las armas de fuego. 
Ismail murió en combate en octubre de 1822. Poco después, todo Sudán se encontraba ya en manos egipcias. En 1823 Mehmet fundó la ciudad de Jartum, donde en 1830 establecería a un gobernador egipcio. Pretendía usar Sudán como puente para nuevas expediciones hacia Etiopía o la fuente del Nilo, aunque al final quedó en proyecto. Durante esta campaña se alistaron en el ejército egipcio algunos campesinos procedentes de los reclutamientos forzosos para sustituir a los soldados albaneses que no podían adaptarse a las condiciones climáticas de la zona, llegando entonces a haber entre ocho mil quinientos y nueve mil quinientos luchando en Sudán. Estas dos primeras campañas militares tenían unos intereses económico-comerciales claros: el control de las rutas comerciales, la obtención de materias primas y la apertura de nuevos mercados para los productos egipcios.

#### Campaña de Morea
En 1824, el sultán otomano, Mahmut II solicitó de nuevo su ayuda, esta vez para combatir a los rebeldes griegos, con la promesa de hacerle valí de la Morea (actual Peloponeso). Su hijo Ibrahim dirigió nuevamente las tropas, compuestas por diecisiete mil hombres. También envió la flota de guerra egipcia, que estaba formada principalmente por buques que Mehmet había encargado en astilleros de Marsella, Tolón, Venecia, Trieste o Livorno. El número total de barcos era de sesenta.
La invasión de Creta comenzó a mediados de mayo de 1824. A continuación las tropas desembarcaron en Morea. Los griegos huyeron a las montañas ante el avance egipcio, donde empezaron una guerra de guerrillas contra el invasor. El 15 de abril de 1825, el ejército turco-egipcio emprendió el sitio de Missolonghi, que se rindió tras un largo asedio el 24 de abril de 1826. El 20 de octubre de 1827, la flota egipcia, combinada con la turca, sufrió una gran derrota en Navarino frente a la coalición formada por el Reino Unido, Francia y Rusia, que luchaban a favor de los griegos para proteger sus intereses en el Mediterráneo. Las potencias europeas obligaron entonces al Imperio otomano a reconocer la independencia griega. Los últimos soldados egipcios abandonaron Grecia en 1828.

#### Negociaciones con Francia
Francia comenzó en 1827 una serie de negociaciones con Mehmet con el fin de conseguir apoyo militar en Argelia. Bernardino Drovetti, el cónsul francés (con gran influencia sobre Mehmet) pidió la intervención del ejército egipcio en Trípoli, Túnez y Argelia para apoyar la ocupación francesa de este último país. Las negociaciones fracasaron finalmente en 1829. Mehmet rechazó la propuesta por la fuerte oposición de los gobiernos otomano y británico, y porque ya tenía en mente una campaña en un lugar más rentable para sus planes: Siria.
Como prueba de buena voluntad, Mehmet Ali ofreció en 1829 a Francia los dos obeliscos de la entrada al templo de Luxor. Uno llegó a París en 1833, y tres años más tarde, en 1836, el rey Luis Felipe mandó erigirlo en el centro de la Plaza de la Concordia, donde se había levantado una guillotina durante la revolución. El otro obelisco se quedó en Egipto por ser demasiado pesado y difícil de trasladar a Francia con la tecnología de la época.

### Período de desobediencia al sultán

#### Primera crisis oriental
En 1831, Abdallah, valí de Acre, aceptó que 6000 campesinos, que huían del reclutamiento forzoso, se refugiaran en su territorio. Así, con la excusa de capturar a los desertores, Mehmet Alí entró en conflicto con el sultán al sobrepasar la frontera de Siria. El inicio de esta nueva campaña coincide con las necesidades de madera y otras materias primas para la construcción de barcos. Mehmet envió a sus tropas mandadas nuevamente por su hijo Ibrahim. El ejército egipcio cruzó la frontera con Siria y puso sitio a Acre el 3 de noviembre. La ciudad cayó el 27 de mayo de 1832. El ejército victorioso siguió su marcha hacia Anatolia. El 21 de diciembre, el ejército otomano fue derrotado en Konya. Tras esta batalla, Ibrahim tenía el camino libre hasta la capital, Constantinopla. Ante la amenaza del avance, los turcos aceptaron la ayuda que les ofrecía Rusia para mediar en el conflicto. Así se firmó el Tratado de Unkiar Skelessi en Kütahya en 1833. Las condiciones de paz eran: retirada de las tropas egipcias de Anatolia, Egipto se anexionaría Acre, Damasco, Alepo y Adana y recibiría Candía (Creta) y el Hiyaz como compensación de guerra e Ibrahim Bajá se convertía en gobernador (valí) de Siria.
Al acceder al gobierno en Siria, Ibrahim comenzó una serie de reformas para modernizar el país, instalando en Acre el gobierno militar egipcio y proclamando la igualdad de culto y de religión. En 1835 el prelado apostólico de Siria declaró: «Lejos de tener quejas del trato que reciben los cristianos, debemos felicitarnos por la tolerancia que se les brinda» y «El generalísimo egipcio confía a los cristianos los puestos más importantes. Se les autoriza a montar a caballo, a llevar turbante blanco, privilegio exclusivo de los musulmanes»
Se autoriza a los cristianos a realizar negocios comerciales en las mismas condiciones que los musulmanes y se reforma la agricultura (funda el Crédito Agrícola, fomenta el cultivo del tabaco, multiplica la plantación de la morera y se plantan 260 000 cepas de vid importadas de Burdeos). La industria siria, sobre todo la del algodón, vive también un gran florecimiento compitiendo con el algodón indio. Asimismo hace mejoras en el puerto de Sidón. El comercio inglés y francés no es molestado, pero se advierte a sus cónsules que estos deben adaptarse a las leyes del país. Esta paz era humillante para los turcos, ya que perdían una gran cantidad de territorio a manos de quien fuera su vasallo.

#### Segunda crisis oriental
En 1838 Mehmet Alí anunció su deseo de conseguir la independencia del Imperio otomano y convertir a Egipto en un reino hereditario. Este anuncio provocó una segunda crisis en las tensas relaciones entre el sultán y su vasallo. La situación pareció calmarse, pero ese mismo año, los gobiernos otomano y británico firmaron el Tratado de Balta Liman, que obligaba a abolir los monopolios en todas las provincias del Imperio, Egipto incluido, e imponía nuevas tarifas aduaneras altísimas. Estas medidas, especialmente la segunda, afectarían mucho a la economía egipcia y vaciarían sus arcas. Egipto se negó a aceptar el tratado, lo cual provocó una nueva guerra turco-egipcia.
El ejército otomano fue derrotado en Nísibis, cerca de Urfa, el 24 de junio de 1839. De nuevo quedaba libre el camino hasta Constantinopla, pero esta vez, Mehmet prohibió a su hijo Ibrahim continuar la marcha. Ante esta situación, Gran Bretaña, Rusia, Austria y Prusia, que veían temerosas el aumento del poder egipcio, apoyaron la causa otomana. Solo Francia apoyaba a Egipto. Las potencias aliadas exigían que Mehmet se retirara de la región interior de Siria y del actual Líbano, a cambio de conservar Acre y el derecho a transmitir el trono a sus descendientes, bajo amenaza de intervenir. Mehmet no aceptó las condiciones y prosiguió la lucha. La reacción de las potencias aliadas no se hizo esperar: naves británicas y austriacas bloquearon la salida del Nilo al Mediterráneo, los británicos cortaron las vías de comunicación de Egipto con Siria y dejaron al agotado ejército egipcio sin refuerzos. El 11 de septiembre de 1840, Beirut es bombardeada y el 3 de noviembre Acre capitula. Ante tales acontecimientos, Francia rompió su alianza con Egipto. La guerra estaba perdida. El 27 del mismo mes, Mehmet aceptó las condiciones que le habían impuesto, renunciando además a Creta y al Hiyaz. Además, a partir de entonces Egipto se quedaba sin armada y el ejército no podría superar los 18.000 efectivos. En lo único que salía ganando Mehmet era en que podría transmitir sus derechos sobre Egipto a sus descendientes, quienes gobernarían Egipto hasta el derrocamiento del rey Fuad II en 1953.

## Política interior

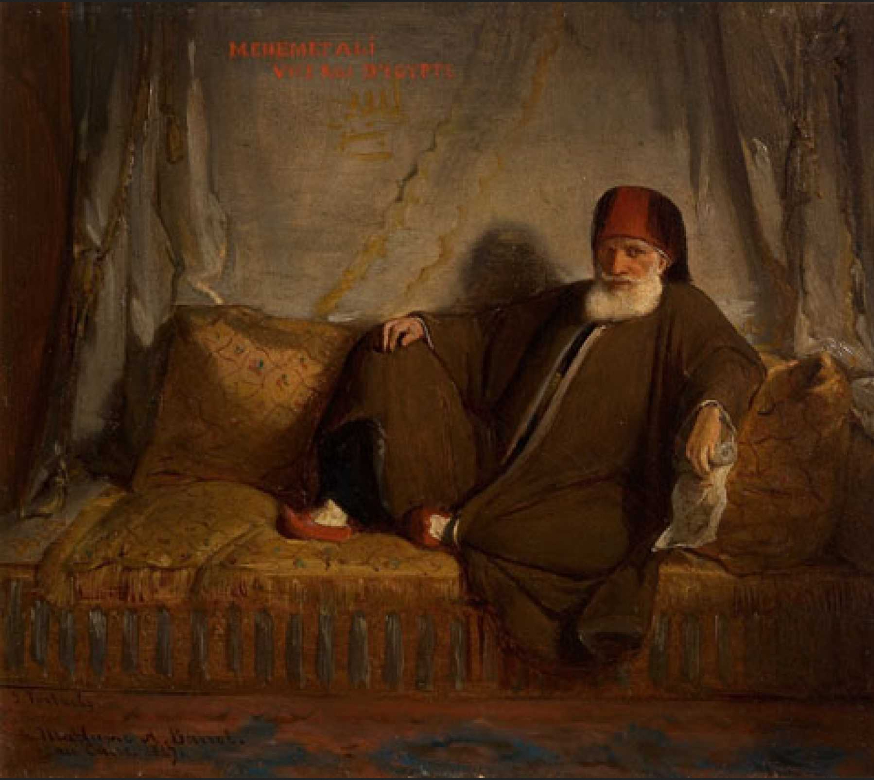
Mehmet Alí (1769-1849).

Además de sus grandes logros en política exterior, su aportación al reino fue importantísima, ya que se encontró con un país atrasado y falto de infraestructuras. En cuanto afianzó su gobierno, comenzó una serie de reformas en la administración del país, modernizó y reorganizó el ejército, potenció la agricultura, construyó canales y presas e impulsó el comercio y la industria. Asimismo, mejoró el sistema educativo y construyó escuelas. Por todo ello es considerado el fundador del Egipto moderno.

### Reforma agraria
Las primeras medidas que tomó tenían como fin reestructurar el sistema de posesión de las tierras. En 1809, ordenó la tasación de las tierras waqf (propiedades de carácter religioso), hasta entonces exentas, y la confiscación ese mismo año de la mitad de los beneficios obtenidos por los  multazim (aquellos que disfrutaban del derecho de la libre explotación de determinadas propiedades rurales o urbanas).
En 1814, confiscó las tierras del Bajo Egipto (norte del país) de los  multazim. A cambio les dio una suma de dinero equivalente al porcentaje de beneficios que obtenían por ellas. Esta compensación no la recibieron los multazim del Alto Egipto (sur del país), ya que la mayoría eran mamelucos. Una vez hecho esto, Mehmet hizo dividir los terrenos en parcelas y distribuirlas entre los campesinos egipcios. Pero la administración directa de gran parte de las tierras cultivables quedó en manos del Estado. 
Gran parte de las tierras waqf corrieron la misma suerte que las tierras de los multazim. Los beneficios de estos campos eran teóricamente utilizados para la financiación de instituciones y actividades religiosas. Aquellos propietarios que no pudieron demostrar sus derechos de explotación sobre dichas propiedades, las perdieron en beneficio del Estado. Según el historiador y ulema Abdalrahman Al-Yabarti:
«Un quinto de las tierras cultivables del país se habían convertido de forma ilegal en waqf»
Para un mejor control sobre las tierras y su administración, ordenó realizar un catastro de las propiedades del país. El catastro del Bajo Egipto estaba listo en 1814, pero hasta 1820 no se completó el del Alto Egipto. Las tierras se dividieron en categorías de tasación y la mayoría de ellas quedaban registradas a nombre de los pueblos y aldeas circundantes.

### Reforma de la administración
En 1814, se reestructuró la división territorial administrativa. Se establecieron trece gobernaciones, divididas en departamentos, y se implantó un sistema jerarquizado de gobernadores provinciales y oficiales de departamentos con el fin de lograr un mayor control de la producción agrícola. Más tarde, esta división territorial fue modificada en diversas ocasiones. Entre 1830 y 1834, se llevó a cabo la definitiva reestructuración: el país quedaba dividido en diez provincias, divididas a su vez en distritos y estos, en subdistritos. Cada provincia era asignada a un funcionario gubernamental que dependía directamente del valí.

#### La administración central

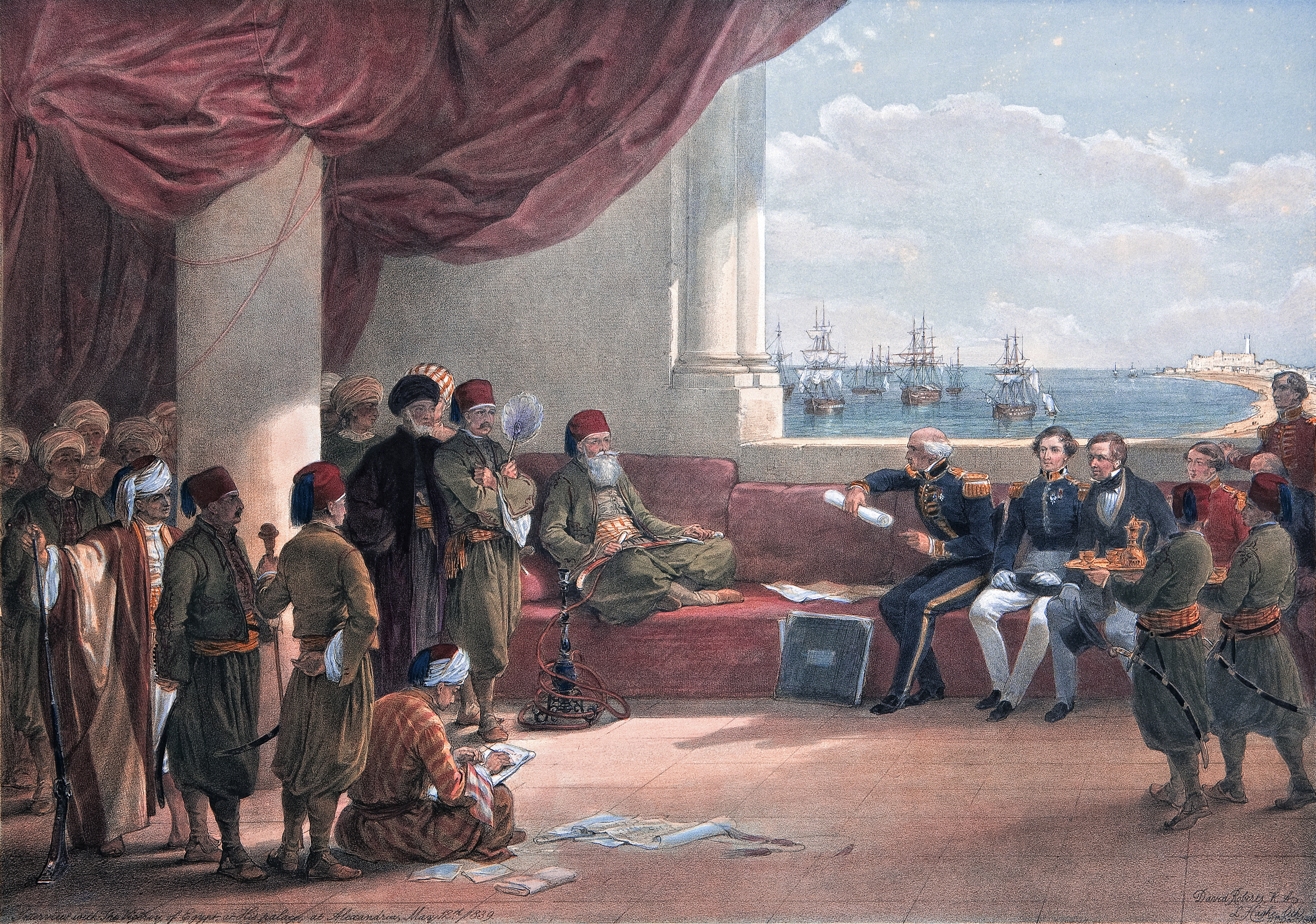
Mehmet Alí recibe al cónsul británico en Alejandría, el 16 de mayo de 1839. Dibujo del pintor escocés David Roberts, quien participó en la reunión.

La administración central controlaba de forma directa la gran mayoría de los asuntos del país. El gabinete virreinal tomaba las decisiones últimas, tanto administrativas como militares, a través de «órdenes virreinales¢ (una mezcla de Decreto Ley y Real Decreto). A través de él, el valí ejercía su control sobre todos los asuntos del país, supervisaba las cuentas y designaba a los funcionarios gubernamentales (y los juzgaba si fuera necesario). Los miembros del gabinete eran cuidadosamente seleccionados y se controlaba su formación continua. Otros cuerpos administrativos centrales eran los departamentos ministeriales (diwan), encargados de la gestión administrativa cotidiana, y los consejos (maŷlis), encargados de las funciones judiciales y disciplinarias, aunque las decisiones de estos cuerpos muchas veces eran sustituidas por las del gabinete virreinal de Mehmet.
En 1837, se reformó la administración central, se abolieron los consejos y se repartieron sus obligaciones entre los departamentos ministeriales. La nueva administración quedó constituida así:
- Gabinete virreinal: sus funciones no variaron.

- Departamento de asuntos civiles (Diwan al-Jidiwi): encargado del servicio postal, los pasaportes, el censo de población, las obras públicas, las instituciones religiosas, el arsenal, los hospitales, los consejos de comercio y los juzgados.

- Departamento de educación (Diwan al-Madaris): encargado de las escuelas, las imprentas y el telégrafo.

- Departamento de guerra (Diwan al-Yihandiya): encargado del ejército y la defensa del país.

- Departamento de marina: encargado de la construcción y el mantenimiento de los barcos de guerra.

- Departamento de asuntos exteriores: encargado de las relaciones con las potencias, el comercio y el sistema de aduanas.

- Departamento de finanzas: encargado del presupuesto y el cobro de impuestos.

- Departamento de industria: encargado de la construcción y el abastecimiento de las fábricas.

- Departamento de obras públicas e instrucción pública: encargado de la construcción y mantenimiento de canales, presas, etc.

Durante los primeros años del gobierno de Mehmet, los funcionarios otomanos fueron gradualmente sustituidos por personal del entorno del valí.

### Reforma del ejército
Mehmet Alí comprendió que para conservar el poder era prioritario poseer unas tropas numerosas con las que mantener el orden y defender el país y reformar el ejército, para incrementar su eficacia. Para ello llevó a Egipto el modelo europeo. Los primeros oficiales extranjeros que llegaron eran italianos.
En 1816, se abrió en El Cairo la primera escuela militar de Egipto. Allí, jóvenes mamelucos al servicio personal del valí aprendían el Corán, idiomas (turco, persa e italiano), realizaban ejercicios físicos y equitación, aprendían tácticas militares, y el uso de las armas. En 1820, se estableció el primer campamento de formación militar en el Alto Egipto bajo las órdenes de un militar francés, el «coronel» Joseph Sève. Allí adiestró a un regimiento de antiguos mamelucos y a algunos esclavos de Sudán. Los buenos resultados de Sève influyeron en Mehmet, que a partir de entonces comenzó a sustituir a los instructores italianos por franceses.

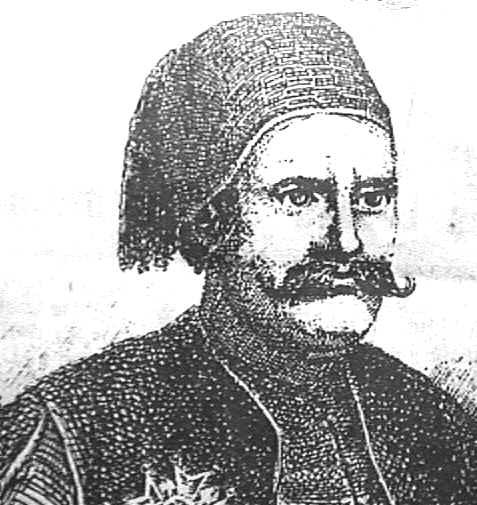
Coronel Sève.

El núcleo central del ejército egipcio estaba formado por las tropas albanesas con las que Mehmet había llegado a Egipto, a las que se habían unido algunas tropas turcas y mamelucas, algunos tunecinos y argelinos y auxiliares beduinos. El ejército no estaba correctamente jerarquizado, los soldados obedecían solo a sus propios oficiales, de los que cobraban directamente, y cada grupo poseía su propio estilo. Debido a su experiencia en las filas otomanas, sabía que este tipo de formación no sería una fuerza fiable a largo plazo. Mehmet quería un ejército de soldados regulares y disciplinados dependientes de una sola línea de mando. También quería dotarlos con armas modernas y artillería. Los hombres que tenía disponibles para la lucha no eran suficientes para sus planes de expansión. Por ello, tuvo que adoptar el modelo de reclutamiento forzoso de Napoleón. Esta decisión fue muy meditada y se adoptó en el último momento, ya que Mehmet no estaba de acuerdo con ello, pero no veía otra solución. Aunque en 1820 algunos campesinos ya habían sido reclutados para la campaña de Sudán, fue en 1823 cuando comenzó a ponerse en práctica con asiduidad. El rechazo a este sistema fue generalizado y provocó graves disturbios entre la población.
Convencido de la eficacia del nuevo ejército, disolvió todos los viejos regimientos de albaneses y de mamelucos. Para dirigir a las nuevas tropas se necesitaban oficiales formados en las nuevas maniobras militares. Por ello, se construyeron numerosas escuelas militares en distintos puntos de Egipto. En ellas, profesores turcos y europeos impartían tácticas militares, idiomas, música y uso de armas y artillería. Las campañas militares sirvieron de campo de pruebas del nuevo ejército. Los impresionantes resultados sirvieron para seguir impulsando las reformas emprendidas. Se creó un nuevo cuerpo de caballería al estilo europeo y una Armada de construcción propia.

### Reforma de la agricultura
Los tratados comerciales que el Imperio otomano había firmado con las potencias occidentales, permitían la libre circulación de los productos europeos en todas las provincias otomanas, incluido Egipto. Esta política arruinaba el comercio egipcio, que no podía competir con los productos extranjeros.

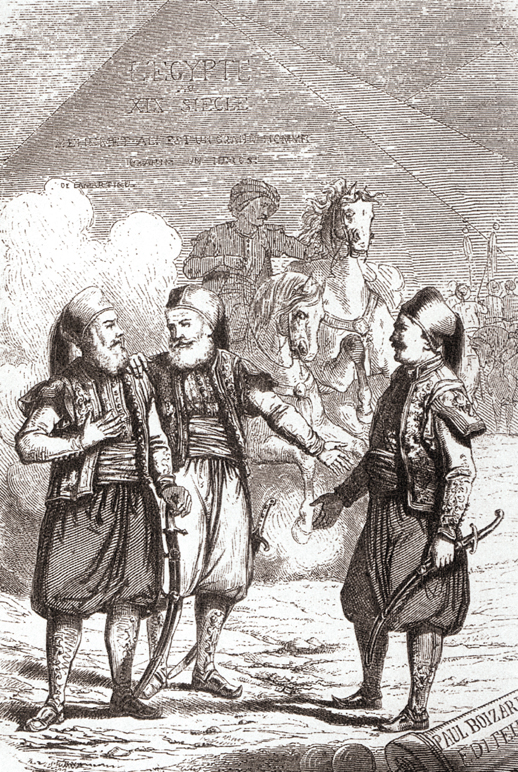
Ibrahim Bajá, Mehmet Alí y Sève. Leyenda de la pirámide:"L'Egypte au XIX siècle / Mehemet Ali est un grand homme / Ibrahim un héros!" ("Egipto en el siglo XIX / Mehmet Alí es un gran hombre / ¡Ibrahim un héroe!").

En 1808, Egipto firmó un acuerdo con el gobierno británico por el que se comprometía a vender grandes cantidades de grano a Gran Bretaña para paliar la escasez de víveres provocada por las Guerras napoleónicas. Gracias a ello, Mehmet se dio cuenta de las posibilidades de controlar la producción y el comercio. Esto llevó a un sistema extremadamente proteccionista y a monopolizar la producción y la venta de todos los productos egipcios. En 1811, prohibió el comercio privado de grano del Alto Egipto. En 1812, hizo lo mismo con el arroz del Bajo Egipto y, en 1815, con el azúcar del sur. Finalmente, en 1816, pasó a controlar el resto de cultivos.
En 1821, se empezó a cultivar a gran escala el algodón de fibra larga: se delimitaron grandes terrenos para su cultivo en el fértil delta y se distribuyeron semillas entre las aldeas. También se concedieron créditos a los campesinos para comprar lo que necesitaran, que serían devueltos descontándolos del dinero que pagaba el Estado por la cosecha. El algodón era un cultivo de verano, lo que obligó a mejorar las obras hidráulicas y construir otras nuevas. Con las nuevas construcciones aparecieron nuevos cultivos de verano como el azúcar, el índigo, el opio y el arroz, que aportaron grandes beneficios al país. Con la introducción del algodón de fibra larga a gran escala, los campesinos comenzaron a trabajar la mayor parte del año, como resultado del nuevo sistema de rotación de cultivos, y en los periodos de nula actividad agrícola debían trabajar en el mantenimiento y construcción de obras hidráulicas. Por otra parte, las mujeres y los niños comienzan a verse en los campos, ya que se incorporan a las labores agrícolas durante la recolección del algodón. La producción de cultivos de invierno, como los cereales, también creció considerablemente.
Para llevar a cabo las reformas y la introducción de los nuevos cultivos, Mehmet llevó a Egipto expertos granjeros extranjeros, como franceses para los cultivos de algodón y cáñamo o armenios para el opio. Al igual que ocurrió con el ejército, el éxito inicial de las reformas de la agricultura animaron a Mehmet a continuar con la monopolización de cultivos. Así, le tocó el turno al trigo, al arroz, al sésamo, a las legumbres o al índigo.

### Industrialización del país
Al igual que con la agricultura, Mehmet implantó un régimen proteccionista que controlaba todo el proceso industrial, desde la contratación de obreros a la distribución del producto. El fin de esta política era conseguir que Egipto fuera autosuficiente. La industria egipcia era prácticamente medieval y consistía en unos pocos talleres artesanales cuyos obreros se agrupaban en gremios a la manera feudal.
Las primeras fábricas aparecieron en 1815 con la creación de algunas industrias militares, como las dedicadas a la fabricación de armas o pólvora. En 1816 se creó en El Cairo la primera fábrica textil. De este modo, este sector se convirtió en el campo de pruebas de las reformas industriales. Ese mismo año comenzó la monopolización de la producción textil, cerrando los talleres existentes y haciendo que los trabajadores pasaran a la nueva fábrica estatal, a la vez que se prohibía la actividad privada en el sector. Mehmet compró modernas máquinas europeas e invitó a expertos para que le ayudaran. Ante la escasez de obreros, se recurrió al reclutamiento forzoso de campesinos.
Posteriormente comenzó la fabricación de otros productos como el índigo y otros tintes, harina, aceite o vidrio. El algodón de fibra larga, al igual que pasara con la agricultura, también revolucionó la industria. Hasta 1828 se construyeron treinta y cinco fábricas algodoneras textiles, que procesaban anualmente de 3.000 a 4.000 toneladas de algodón. En 1822, se construyó una fábrica de vidrio en Alejandría. Cinco años más tarde se construyó en Rosetta una fábrica para tratar el arroz. También se construyeron tres refinerías de azúcar y varias fábricas para elaborar harina, aceite o tintes. También es destacable la fábrica de papel de El Cairo, creada en 1831.
Debido a la decisión de Mehmet de tener una flota construida en Egipto, la industria siderúrgica también floreció. El astillero se estableció en Alejandría bajo la supervisión de un ingeniero francés, quien lo convirtió en el complejo industrial más importante del país. En solo tres años se construyeron veintiséis modernos buques de guerra, lo que la convirtió en una de las siete flotas más poderosas de la época.

### Obras públicas

#### Obras hidráulicas
Los cultivos de verano propiciaron la aparición de nuevas obras hidráulicas. Además de norias tradicionales, comenzaron a construirse canales, diques y presas. Unos 400.000 campesinos trabajaban cada año en la construcción de todas estas obras, por lo que recibían una pequeña cantidad de dinero.
El primer gran proyecto fue la reconstrucción del canal Mahmudiya, entre 1817 y 1819, con el fin de permitir el transporte rápido de mercancías desde el Nilo hasta Alejandría. En 1833, Linant de Bellefonds, un ingeniero francés, reorganizó el sistema de obras públicas. Se estableció una asamblea anual de ingenieros para decidir las obras que se llevarían a cabo en el año siguiente, y cómo debían construirse. En 1835, se creó para tal efecto, un cuerpo de ingenieros especializados en la irrigación y un consejo general de obras públicas.
Con el fin de crear grandes extensiones de terreno dedicados a los cultivos de verano, se inició en 1834 el gran proyecto de la Presa del Delta. A las obras llegaron más de 40.000 trabajadores, los alumnos de la escuela de ingeniería y modernas máquinas y herramientas construidas en el complejo industrial de Alejandría. El proyecto fue un fracaso, las enfermedades que afectaron a los trabajadores y la segunda campaña de Siria prolongaron la construcción hasta 1861. Pero esto no significó su funcionamiento, ya que la obra presentó graves defectos en su estructura. Este fue el único fracaso de todos los proyectos de Mehmet, que consiguió la construcción de 41 presas, 32 canales y 10 diques, además de otras construcciones menores. Todo ello proporcionó más de 1.420.000 hectáreas de nuevas tierras cultivables.

#### Transporte y telecomunicaciones
El transporte, fundamental para el comercio, también tuvo un gran desarrollo durante el gobierno de Mehmet. En 1845, Mehmet fundó una compañía de navegación a vapor que unía Alejandría con Constantinopla. Entre 1821 y 1826, se instaló una línea telegráfica entre El Cairo y Alejandría y en 1841 otra entre Suez y El Cairo.

### Reforma de la educación

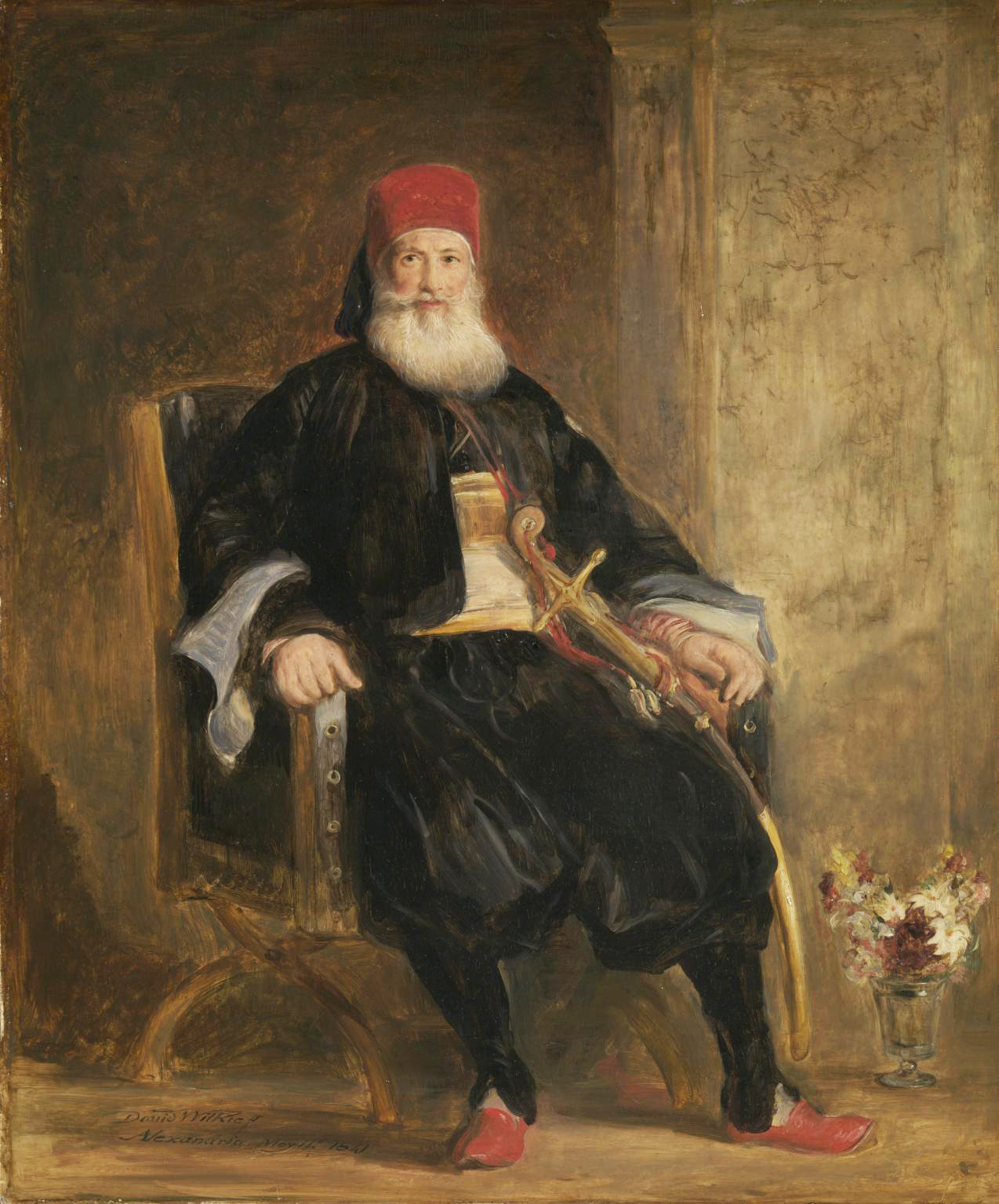
Mehmet Alí retratado por David Wilkie en 1841.

Mehmet sabía que si quería que Egipto fuera un país independiente y autosuficiente, no podría servirse siempre de los servicios de profesionales europeos para llevar a cabo sus proyectos. Por ello, frente a la enseñanza tradicional, impartida por los imanes, Mehmet creó nuevas instituciones educativas como: la Escuela de Ingeniería y Agrimensura (1821), la Escuela Naval (1824), la Escuela de Estado Mayor (1825), la Escuela de Medicina (1826), la Escuela de Veterinaria (1827), la Escuela de Comadronas (1831), la Escuela de Artillería (1831), la Escuela de Ingeniería o Escuela Politécnica (1834) o la Escuela de Lenguas y Traducción (1837), entre otras. Cada una de ellas era dirigida por un miembro de la élite egipcio-otomana y en su plantilla había tantos profesores otomanos como europeos (aunque terminarían siendo sustituidos por los egipcios formados en Europa). La Escuela de Medicina fue la primera escuela superior egipcia en tener un alumnado íntegramente árabe-egipcio.
Las clases de las escuelas militares se impartían en turco, ya que la mayoría del alumnado era otomano-egipcio. Por el contrario, las escuelas “civiles” utilizaban el árabe. Excepto en la Escuela de Lenguas y Traducción, las clases no se impartían en idiomas extranjeros, lo que provocaría algún problema con los profesores europeos. Los exalumnos de estas escuelas pasaron a formar parte activa en las reformas del país. Muchos fueron a parar a la administración central, otros al Ejército, como ingenieros a los proyectos de construcción, etc.
En la década de 1810, Mehmet mandó instalar una imprenta gubernamental en El Cairo en sustitución de la que habían montado los franceses (devuelta a Francia). Pero fue en 1822, con la instalación de una nueva en Bulaq, cuando comenzaron a publicarse decenas de libros en árabe, tantos, que esta lengua desbancó al turco como idioma difusor de la ciencia. Posteriormente se instalaron otras, entre las que destacó la de la Escuela de Medicina, donde se imprimieron importantes obras científicas. Hasta 1849 se tradujeron o se compusieron en árabe 52 obras para esta escuela
Desde 1822 hasta 1845, se publicaron en Egipto 430 obras, de las que 221 estaban escritas en turco, 198 en árabe, 10 en persa (el idioma culto en el Imperio otomano) y un diccionario italiano-árabe. También es destacable la publicación, en 1845, de una obra de medicina popular para las comadronas y los cirujanos-barberos, cuya tirada alcanzó los 10 000 ejemplares. La mayor parte de estas publicaciones trataban sobre temas militares o navales, seguidas por las obras de medicina y veterinaria y por la historia natural, la física o la química. 
Desde la publicación en 1798 de Le Courrier de l'Égypte (del que el propio Napoleón Bonaparte era el redactor-jefe), todos los periódicos de Egipto se escribían en francés. Pero en 1828 comenzó a publicarse la gaceta oficial al-Waqai al-Misriya, el primero en árabe y turco. Aunque esto no significó la desaparición de las publicaciones en francés, ya que era un idioma culto. De esta época son: L'Echo des Pyramides (1827) o Le Moniteur Egyptien (1833).

## Últimos años

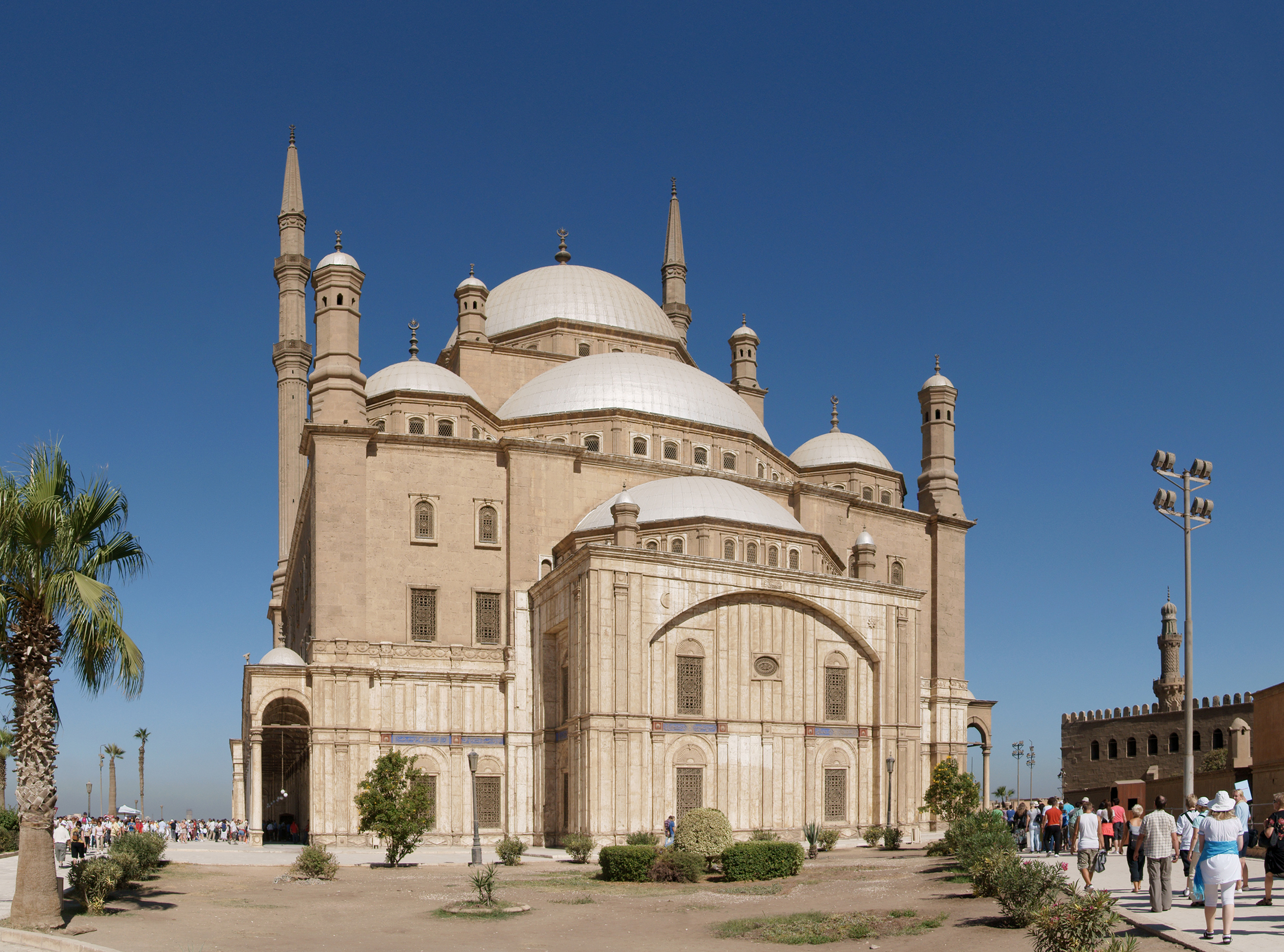
Mezquita de Muhammad Alí.

El sistema extremadamente proteccionista del valí sobrevivió algunos años, pero la desastrosa segunda campaña de Siria lo llevó prácticamente a la destrucción. En 1837, las graves epidemias y una crisis financiera internacional fueron un duro golpe para el país. Los ingresos bajaron y el gobierno tuvo que tomar medidas. El Estado vendió tierras a los que se comprometieran a pagar puntualmente por ellas y a contratar campesinos para trabajarlas. También se eliminaron muchas barreras proteccionistas.
En 1840, con la firma del tratado de paz con el Imperio otomano, Egipto perdió extensos territorios, dinero, fábricas, materias primas y, lo más importante, hombres. Las fábricas ya no funcionaban a pleno rendimiento. Además, con la obligada reducción del Ejército, sus necesidades de armas, munición y alimentos ya no eran tan grandes, lo que también repercutió en la industria. Por todo ello, aunque la mayor parte de la industria continuó, su ritmo de producción y su calidad empeoraron. Así, las reformas de Mehmet y todas las instituciones que creó se resintieron por la falta de dinero. Las medidas que tomó Mehmet consiguieron que Egipto no dependiera tanto de las potencias extranjeras, porque sabía que un control excesivo de otros países, acabarían por arruinar Egipto y convertirlo de nuevo en parte de un imperio (como ocurriría más tarde).
Mehmet Alí gobernó hasta que la salud se lo permitió. En 1848, abdicó en favor de su hijo Ibrahim a causa de su senilidad. Aunque Mehmet sobrevivió a su hijo, ya que Ibrahim, muy enfermo, murió apenas unos meses después. Tras una larga y próspera vida murió a los ochenta años de edad en Alejandría el 2 de agosto de 1849, siendo enterrado en la Mezquita de Muhammad Alí de El Cairo, mandada construir por él en 1830.